# جستجویی فلسفی به دنبال ریشه تفکراتمان در مورد امر والا و امر زیبا
جستجویی فلسفی به دنبال ریشه تفکراتمان در مورد امر والا و امر زیبا یکی از رساله‌های مهم حوزه فلسفه هنر است که ادموند برک آن را در سال ۱۷۵۷ منتشر کرد. موضوع اصلی این رساله زیبایی‌شناسی است و باید آن را اولین متن فلسفی جامع و کاملی دانست که میان امر والا و امر زیبا به‌طور دقیق و مشخص تمایز قائل می‌شود. این کتاب به حدی مهم و پرنفوذ شد که تا پایان عمر برک در چاپ‌های متعدد هفت هزار نسخه از آن منتشر شد که این برای یک متن فلسفی عمیق در آن زمان رقم بسیار بالایی بود.

این رساله به عنوان یک متن بسیار مهم فلسفی بر متفکرین و فیلسوفان بسیاری بعد از خود اثرگذاشت، از جمله بر امانوئل کانت که درواقع نظریات خود در مورد زیبایی‌شناسی را در امتداد این کتاب بسط داد. کانت در مقدمه نقد عقل محض دربارهٔ این کتاب می‌نویسد:
«احتمالاً تنها وظیفه حقیقی روانشناسی تجربی انجام مشاهدات روانشناسانه و در آن راستا جمع اوری موادی برای ارتباط سیستماتیک قواعد تجربی در آینده بدون هدف درک آنهاست، درست همان کاری که برک در رساله اش در مورد امر والا و امر زیبا انجام داد.»

از نظر برک، تجربه‌هایی متفاوت از قبیل وحشت، خشونت، تاریکی، نور یا قدرت می‌توانند حامل احساس والایی باشند. حتی، آنجا که پای قدرت و سیاست در کار باشد، می‌توان از احساس والا در جهت یک ساختار سرکوبگر و دیکتاتور استفاده کرد.
برک زیبایی را به ظرافت و شکنندگی و والایی را به قدرت و عظمت مرتبط دانسته و همین تعریف برک و حس لذت همراه با هراس حاصل از رویارویی با امر والا بنیان مثال‌های کانت در مورد والایی را شکل می‌دهد.

## ترجمه به فارسی
احسان حنیف در کتاب نظریه های زیبایی شناسی، نسخه خلاصه شده ای از این  متن را به فارسی برگردانده است. 